# Luigi Dadaglio
Luigi Dadaglio (né le 28 septembre 1914 à Sezzadio, dans la province d'Alexandrie au Piémont et mort le 22 août 1990 à Rome) est un cardinal italien, Pénitencier majeur de 1985 à 1990.

## Biographie

### Formation
Luigi Dadaglio a fait ses études au séminaire d'Acqui. Il est ordonné prêtre le 22 mai 1937. 
De 1937 à 1942, il poursuit ses études à l'université pontificale du Latran où il obtient un doctorat en droit civil et droit canon (doctor utriusque iuris). De 1941 à 1943 il étudie également la diplomatie à l'académie ecclésiastique pontificale (école des diplomates du Saint-Siège).

### Prêtre
Dès 1942, il rejoint les services de la curie romaine au sein de la section pour les affaires ordinaires de la Secrétairerie d'État.
De 1946 à 1960, il occupe différents postes au service de la diplomatie vaticane en Haïti et République dominicaine (en), puis aux États-Unis, au Canada et en Australie (en). 
En 1958, il est nommé conseiller à la nonciature apostolique à Bogota (en). En avril 1960, il assure l'intérim de la nonciature au Venezuela (en).

### Évêque
Le 28 octobre 1961, le pape Jean XXIII le nomme nonce apostolique au Venezuela (en) avec le titre d'archevêque titulaire (ou in partibus) de Lerus (de). Il est consacré le 8 décembre suivant par le cardinal secrétaire d'État Amleto Cicognani.
En tant qu'évêque, il participe au Concile Vatican II de 1962 à 1965.
Le 8 juillet 1967, il est nommé par Paul VI nonce apostolique en Espagne.
Il est rappelé à Rome le octobre 1980, date à laquelle il est nommé secrétaire de la Congrégation pour le culte divin et la discipline des sacrements.
Le 8 avril 1984, il est nommé pro-pénitencier majeur de la Pénitencerie apostolique, l'un des tribunaux du Saint-siège.

### Cardinal
Il est créé cardinal lors du consistoire du 25 mai 1985 avec le titre de cardinal-diacre de S. Pio V a Villa Carpegna. Deux jours plus tard, il est nommé Pénitencier majeur. 
Le 15 décembre 1986 il reçoit également la charge d'archiprêtre de la basilique Sainte-Marie-Majeure.
Le 6 avril 1990, atteignant l'âge de 75 ans, il renonce à sa charge de Pénitencier majeur. Il meurt quelques mois plus tard.

## Succession apostolique
Luigi Dadaglio a ordonné les évêques suivants :
- Évêque Eduardo Herrera Riera (1965)
- Évêque Rafael Ángel González Ramírez (de) (1965)
- Évêque Mariano José Parra León (de) (1967)
- Évêque Ángel Adolfo Polachini Rodríguez (de) (1967)
- Archevêque José Méndez Asensio (es) (1968)
- Évêque Ramón Malla Call (1968)
- Évêque Josep Maria Guix Ferreres (es) (1968)
- Archevêque Ramon Torrella i Cascante (es) (1968)
- Évêque José Capmany Casamitjana (ca) (1968)
- Évêque Ramón Daumal Serra (es) (1968)
- Évêque Ireneo García Alonso (it) (1969)
- Évêque Miguel Moncadas Noguera (es) (1969)
- Cardinal Ricardo María Carles Gordó (1969)
- Évêque Javier Osés Flamarique (es) (1969)
- Évêque Antonio Palenzuela (es) (1970)
- Évêque Antonio Dorado Soto (it) (1970)
- Évêque Damián Iguacén Borau (1970)
- Évêque Teodoro Ubeda Gramage (ca) (1970)
- Archevêque Juan Martí Alanis (1971)
- Évêque Luis María de Larrea y Legarreta (es) (1971)
- Évêque Ramón Buxarrais Ventura (es) (1971)
- Évêque Josep Maria Cases Deordal (es) (1972)
- Cardinal Francisco Álvarez Martínez (1973)
- Évêque Jaume Camprodon Rovira (es) (1973)
- Évêque Eduardo Poveda Rodríguez (es) (1976)
- Évêque Felipe Fernández García (1976)
- Évêque Juan Ángel Belda Dardiñá (de) (1978)
- Évêque Nicolás Antonio Castellanos Franco, O.S.A. (1978)
- Évêque José Higinio Gómez González (de), O.F.M. (1980)